# Aubagnan
Aubagnan település Franciaországban, Landes megyében. Lakosainak száma 274 fő (2022. január 1.). Aubagnan Bats, Coudures, Samadet, Serres-Gaston és Vielle-Tursan községekkel határos.

## Népesség
A település népességének változása:
| Lakosok száma | 188  | 205  | 226  | 226  | 248  | 249  | 250  | 253  | 260  | 274  |
|               | 1968 | 1982 | 1990 | 2006 | 2013 | 2015 | 2017 | 2019 | 2020 | 2022 |